# Battaglia di Villafranca (1744)
La battaglia di Villafranca si svolse il 20 aprile 1744, durante la guerra di successione austriaca. Gli eserciti di Spagna e Francia, avanzando nel Regno di Sardegna, attaccarono senza successo posizioni trincerate sul passo di Villafranca, difeso dalle forze anglo-sarde. A causa delle elevate perdite subite, i difensori furono costretti a lasciare il porto di Villafranca due giorni dopo la battaglia (22 aprile 1744).

## Antefatti
L'anno 1744 si era aperto bruscamente per gli spagnoli in Italia: a sud, gli austriaci respingevano costantemente l'esercito del generale Montemar: Napoli quindi era minacciata. La Gran Bretagna, che vantava la superiorità navale nel Mediterraneo, era alleata dell'Austria. La Royal Navy ovunque molestò gli alleati della Spagna e frustrò le spedizioni di guerra spagnole. Le comunicazioni con Genova furono bloccate da uno squadrone britannico e la Svizzera mantenne i suoi confini chiusi al passaggio delle truppe. Marciava via terra attraverso l'alleata Francia, l'infante Filippo che aveva facilmente conquistato la Savoia, ma, a corto di rifornimenti, non era stato in grado di avanzare contro i piemontesi oltre le Alpi.
Il 22 febbraio, le flotte borboniche sconfissero gli inglesi al largo di Tolone. Il ritiro della flotta dell'ammiraglio Matthews lasciò temporaneamente le rotte marittime sotto il controllo francese e spagnolo. Le provviste riuscirono ad arrivare così nel campo di don Filippo. 20 000 francesi sotto Luigi Francesco I, principe di Conti vennero quindi inviati a unirsi ai 20 000 spagnoli di Filippo, con l'obiettivo di forzare un passaggio verso la Lombardia, e unirsi all'esercito spagnolo del Montemar nel sud.
Il 1º aprile, gli alleati attraversarono il Varo e avanzarono verso Nizza, che cadde senza combattere. Villafranca giaceva davanti a loro.
I sardi guidati da Vittorio Francesco Filippo di Savoia, marchese di Susa, fratello del re Carlo Emanuele III, si trincerarono lungo le alture di Villafranca, mettendosi in una posizione difensiva formidabile. Gli assalitori, circondati da dirupi e precipizi, affrontarono una difficile scalata su rocce e massi, in bella vista dei cannoni piemontesi. Il campo fortificato era equipaggiato con più di 80 cannoni di tutti i calibri, sbarcati da navi inglesi di stanza nel porto, e sistemati in undici batterie. Le forze sarde contavano quattordici battaglioni di fanteria.
L'ammiraglio Matthews, nel frattempo, era tornato nella zona e aveva fatto sbarcare un contingente di fanteria regolare, marinai e genieri britannici per rafforzare la difesa sarda. Questa forza si unì ai sardi sulle alture, non era la prima volta che gli Spagnoli si trovavano a combattere contro i britannici in quel periodo, (la Gran Bretagna aveva combattuto una guerra contro la Spagna dal 1739). Voltaire avrebbe poi detto, "anche nelle Alpi potremmo ancora trovare degli inglesi che ci combattano".

## La battaglia
Il primo attacco di Conti fu lanciato il 14 aprile, ma fu sospeso a causa di una tempesta. Alla fine Conti diede l'assalto al campo fortificato di Villafranca nella notte tra il 19 e il 20 aprile 1744. Nelle prime fasi della battaglia i francesi e gli spagnoli riuscirono a conquistare immediatamente la posizione del collet de Villefranche, catturando o annientando cinque battaglioni sardi. Anche il comandante in capo, il marchese di Susa, fu fatto prigioniero e venne sostituito dal Cavaliere di Cinzano. Le forze francesi e spagnole si trasferirono a conquistare le posizioni di Mont Gros, Mont Rouge e Mont Leuze, le chiavi del perimetro difensivo di Villafranca. Tuttavia, guidati dal loro nuovo comandante, i difensori furono in grado di contenere l'attacco. In particolare, il reggimento Kalbermatten, un'unità svizzera in servizio sardo, fu in grado di sviluppare una magnifica azione difensiva per mantenere la posizione di Mont Leuze. Alle quattro del pomeriggio la situazione fu ripristinata e Conti aveva esaurito tutte le forze a sua disposizione. Il Cinzano ebbe l'opportunità di lanciare un assalto al collettivo Villefranche e rioccupare la posizione, cruciale in quanto permetteva il transito della strada per Nizza. Questa operazione, condotta principalmente da compagnie di granatieri, ottenne un grande successo. Alla sera i piemontesi erano di nuovo schierati sulle posizioni del mattino.
I difensori avevano subito pesanti perdite. C'erano oltre 1 000 morti e feriti e 1 500 prigionieri, contro le meno di 3 000 perdite di spagnoli e francesi, che contavano tra i loro ranghi 433 uomini tenuti prigionieri. Con solo 5 000 uomini adatti a combattere, Cinzano preferì abbandonare il campo fortificato di Villafranca con l'aiuto della marina britannica. La sera del 21 aprile, nella banchina di Villafranca, la guarnigione fu spedita a bordo di 33 navi scortate da quattro navi da guerra britanniche. All'alba del 22 aprile la flotta lasciò il porto. Il forte di Montalbano era stato abbandonato, ma Cinzano aveva lasciato un presidio di 340 soldati nella Cittadella di Villafranca, che si arrese il 27 aprile. Il principe di Conti si rese conto che la conquista della riviera ligure sarebbe costata diversi mesi di combattimento. Preferì poi attaccare le Alpi a luglio, un'azione che permise la svolta del fronte italiano e l'assedio della città di Cuneo.